# Lasioglossum amnestum
Lasioglossum amnestum är en biart som beskrevs av Jesus Santiago Moure och Hurd 1987. Lasioglossum amnestum ingår i släktet smalbin, och familjen vägbin. Inga underarter finns listade i Catalogue of Life.